# 松本尚人
松本 尚人（まつもと ひさと、1984年10月5日 - ）は日本の自由形専門の競泳選手。北京五輪代表選手で4×200mのフリースタイルリレーチームのメンバーとして14位。日本大学文理学部体育学科卒業。
2008年北京オリンピックの4×200mフリースタイルリレーで日本チームのメンバーとして出場。200m自由形個人で優勝は逃した彼は東京でのオリンピックトライアル（1:48.97）で3位になり、リレーチームのメンバーに入りで物延靖記、奥村幸大、内田翔らのチームで泳いで1：48.62のスプリットを記録したが、日本チームは7：10.31で7位、総合14位という結果であった。